# Зайко, Леонид Николаевич
}}
Леони́д Никола́евич Зайко́ (15 февраля 1948, Советская Гавань, Приморский край, РСФСР, СССР) — советский волейболист, советский и российский волейбольный тренер, игрок сборной СССР (1970—1974). Бронзовый призёр Олимпийских игр 1972, чемпион Европы 1971, шестикратный чемпион СССР. Нападающий. Заслуженный мастер спорта СССР, заслуженный тренер России.
Выступал за команду ЦСКА (1970—1976). В её составе: шестикратный чемпион СССР (1971—1976), трёхкратный обладатель Кубка чемпионов ЕКВ (1973—1975). В составе сборной Москвы становился чемпионом (1975) и серебряным призёром (1971) Спартакиад народов СССР. Двукратный победитель чемпионата дружественных армий (1973, 1978).
В сборной СССР в официальных соревнованиях выступал в 1970—1974 годах. В её составе: бронзовый призёр Олимпийских игр 1972, серебряный призёр чемпионата мира 1974, чемпион Европы 1971, участник мирового первенства 1970.
С 1977 года Леонид Зайко на тренерской работе. В 1977—1986 — тренер мужской команды ЦСКА, 8-кратного чемпиона СССР. В 1986 — тренер женской сборной Москвы, чемпиона Спартакиады народов СССР. В 1986—1990 — тренер, а в 1990—2005 — главный тренер женской команды ЦСКА. Под руководством Зайко женская армейская команда в 1998 выиграла Кубок обладателей кубков ЕКВ, в 1998 и 2001 побеждала в розыгрыше Кубка России, четырежды становилась серебряным (1994—1997) и четырежды — бронзовым (1992, 1993, 1998, 2000) призёром чемпионатов России.
В 2005—2008 — главный тренер женской команды «Динамо» (Москва), чемпиона России 2006 и 2007, серебряного призёра российских первенств 2005 и 2008. В 2008—2009 Леонид Зайко являлся главным тренером клуба, а с 2009 — советник генерального директора ЖВК «Динамо» (Москва). В январе 2014 назначен исполняющим обязанности главного тренера московского «Динамо».
В 1995 году награждён орденом Почёта, в 2009 году — медалью ордена «За заслуги перед Отечеством» 2 степени, в 2025 году — медалью ордена «За заслуги перед Отечеством» 1 степени.